# Jazyky Itálie

Jazyková mapa Itálie

Uznané menšinové jazyky v jednotlivých regionech Itálie

Podíl mluvčích regionálních jazyků v každém regionu Itálie

V Itálii se používá okolo 30 jazyků, ale velká část z nich se často berou pouze jako dialekty italštiny. Spisovná italština vychází z toskánského dialektu, ale mnoho Italů mluví místními dialekty (odvozenými z vulgární latiny). V některých částech Itálie se mluví i dalšími jazyky (např. katalánština, řečtina nebo albánština).

## Italština
Italština patří mezi románské jazyky, konkrétně mezi východorománské jazyky (spolu s rumunštinou). Je to nejpoužívanější jazyk Itálie a také úřední jazyk Itálie. Jak již bylo zmíněno, tak spisovná italština vychází z toskánského dialektu.

## Další románské jazyky
V Itálii se kromě italštiny mluví mnoha dalšími románskými jazyky, z nichž se ale mnohé někdy berou pouze jako dialekty italštiny.
Mezi oficiálně uznané menšinové románské jazyky patří:
- Francouzština, používá se v regionu Valle d'Aosta u hranic se Švýcarskem a Francií
- Franko-provensálština, jazyk příbuzný okcitánštině a provensálštině, jazykům jižní Francie. Používá se v regionu Valle d'Aosta.
- Furlanština, jazyk Furlanska (regionu přiléhajícímu ke Slovinsku a Rakousku)
- Katalánština, jazyk kterým se mluví především ve východním Španělsku. V Itálii se používá v několika obcích na západě ostrova Sardinie.
- Ladinština, jazyk severní Itálie (regiony Tridentsko-Horní Adiže a Benátsko), je velmi blízký furlanštině a rétorománštině
- Okcitánština, používá se na severozápadě Itálie
- Sardinština, jazyk ostrova Sardinie, poslední jazyk z podskupiny jihorománských jazyků

V Itálii se mluví i dalšími románskými jazyky, které se ale často berou pouze jako dialekt italštiny. Jedná se např. o sicilštinu, neapolštinu, romanesco (římský dialekt), ligurštinu, emilijštinu-románština, toskánštinu, lombardštinu nebo benátštinu.

## Další uznané jazyky
Další oficiálně uznané jazyky patří do ostatních podskupin indoevropských jazyků:
- Albánština, jazykem mluví Arberešové, Albánci žijící v několika vesnicích v jižní Itálii
- Němčina, německy se mluví v několika oblastech na severu Itálie (především Tridentsko-Horní Adiže). Dialekty němčiny v Itálii jsou poměrně rozdílné, mezi nejpoužívanější dialekty patří cimbrianština, mòcheno nebo walserská němčina.
- Slovinština, používá se při hranicích se Slovinskem
- Řečtina, používaná řeckou komunitou v Kalábrii
- Chorvatština, používaná Chorvaty z regionu Molise

## Další jazyky
V Itálii se používají i další jazyky, a to jazyk imigrantů, kteří do Itálie přišli. Mezi nejpoužívanější imigrantské jazyky patří rumunština, arabština, albánština, romština, španělština, čínština, ruština, ukrajinština, srbochorvatština a polština.